# المدينة الذرية
المدينة الذرية (بالإنجليزية: The Atomic City) هو فيلم دراما أمريكي من إنتاج عام 1952. الفيلم من إخراج جيري هوبر وبطولة جين باري وليديا كلارك.
وتدور أحداث القصة في لوس ألاموس، نيومكسيكو، حيث يعيش ويعمل عالم الفيزياء النووية فرانك (جين باري). يقوم إرهابيون باختطاف ابنه ويطلبوا منه صيغة القنبلة الهيدروجينية.

## قصة الفيلم
يعيش فرانك ومارثا أديسون في لوس ألاموس، حيث يعمل عالم الفيزياء النووية فرانك في سرية. لديهم ابنه الصغير، تومي، الذي يذهب مع زملائه في المدرسة لسانتا فيه لحضور الكرنفال، وعندما يتم الإعلان عن فوز تذكرة تومي في يانصيب، لا يتمكن المعلم إلين هاسكل من العثور عليه
يتلقي فرانك ومارثا برقية تخبرهم بخطف ابنهم تومي. يخبرهم المعلم أيضا عن اختفاء الصبي، ولكن فرانك، حافظ على هدوئه، وأخبره كذباً أنه ترك العمل في وقت مبكر وأخذ ابنه.
صديق إلين هو روس فارلي عميل مكتب التحقيقات الفيدرالي، أخبرته بمخاوفها. فارلي وشريكه هارولد مان بدأوا يتعقبون فرانك ومارثا. يطلب الخاطف من فرانك سرقة ملف من المختبر الذري ويرسله بالبريد إلى فندق لوس أنجلوس، فرانك كان يريد إبلاغ السلطات، ولكن مارثا خافت على ابنها.
يلتقط اللص ديفيد روجرز الملف ويأخذه لمباراة بيسبول، ويراقبه عملاء وكاميرات مكتب التحقيقات الفيدرالي. تنفجر سيارته ويقتل، ولكن بعد أن يعطي الملف لشخص ما في المباراة. تسجيلات مكتب التحقيقات الفيدرالي ترصد بائع الهوت دوج الذي هو في الحقيقة دونالد كلارك، وهو رجل له روابط شيوعية.
يتم نقل تومي من قبل الخاطفين إلى موقع من الخراب الهندية في نيو مكسيكو، حيث يواجهوا لفترة قصيرة عائلة من السياح. يتبين أن العقل المدبر هو الدكتور راسيت، وهو فيزيائي. يدرس الملف الذي أرسله فرانك بالبريد ويكتشف أنه مزيف. يأمر راسيت بقتل الصبي، ولكن يهرب تومي ويختبئ في كهف.
يتم إلقاء القبض على راسيت بعد قتل شركاؤه، ويتم انقاذ تومي.

## طاقم التمثيل
- جين باري: (فرانك أديسون)
- ليديا كلارك: (مارثا أديسون)
- مايكل مور: (روس فارلي)
- نانسي جيتس: (إلين هاسكل)
- لي آكر: (تومي أديسون)
- ميلبورن ستون: (المفتش هارولد مان)
- بيرت فريد: (أميل جابلونز)
- فرانك كادي: (جورج واينبرغ)
- هاوسلي ستيفنسون جونيور: (جريجسون)
- ليونارد سترونغ: (دونالد كلارك)
- جيري هاوزنر: (جون باتيز)
- جون داملير: (الدكتور بيتر راسيت)
- جورج لين: (روبرت كالنيك)
- أولان سولي: (مورتي فنتون)
- أنتوني وردة: (آرني مولتر)

## وصلات خارجية
- المدينة الذرية على موقع IMDb (الإنجليزية)
- المدينة الذرية على موقع روتن توميتوز (الإنجليزية)
- المدينة الذرية على موقع Turner Classic Movies (الإنجليزية)
- المدينة الذرية على موقع أول موفي (الإنجليزية)
- المدينة الذرية على موقع فيلمافينيتي (الإسبانية)
- المدينة الذرية على موقع قاعدة بيانات الأفلام السويدية (السويدية)
- المدينة الذرية على موقع قاعدة بيانات الفيلم (الإنجليزية)
- المدينة الذرية على موقع ليتربوكسد (الإنجليزية)
- المدينة الذرية على موقع كينوبويسك (الروسية)